# 原子力潜水艦シービュー号
『原子力潜水艦シービュー号』（げんしりょくせんすいかんシービューごう、Voyage to the Bottom of the Sea）は、1961年のSF映画『地球の危機』の監督であったアーウィン・アレンが映画のセットをそのまま活用して1回60分の連続テレビドラマに再構成したものである。
1964年から1968年まで、アメリカABC系列で4シーズンにわたり110話が放送された。第1シーズンはモノクロで月曜日の夜19時半からの放送だったが、視聴率が良かったため第2シーズン以降はカラー放送で日曜日の19時からの放映になった。日本（関東）では、1964年から1965年まで、NET（現テレビ朝日）で原子力潜水艦シービュー号のタイトルで第1シーズンが放送され、第2シーズン以降は、1967年から1969年にかけて、東京12チャンネル（現テレビ東京）で、原潜シービュー号 海底科学作戦のタイトルで放送された。

## 概要
シービュー号は、ネルソン海洋調査研究所（N.I.M.R：Nelson Institute of Marine Research）の所長、ハリマン・ネルソン海軍提督が設計し建造した、最新の技術を集めた海洋調査を主目的とする原子力潜水艦。第1話で暗殺された初代艦長に替わり、若きリー・クレーンが艦長に就任。海洋調査の他、諜報活動を含む軍事的任務から、巨大海洋生物や宇宙人との戦いまで、あらゆる任務に挑む、というのが本シリーズのストーリー。
元となった映画版と本テレビドラマの双方で同名のキャラクターが登場するが、それぞれの配役はほとんど異なっている。例えば、ネルソン提督は、映画ではウォルター・ピジョンが演じた。双方で同じ役を演じたのは、コワルスキー役のデル・マンローのみである。ストーリー自体も連続性はなく、映画と同じ出来事が第2シーズンのエピソード18（The Sky's on Fire 邦題：「燃える南半球」）で起こっているが、経過はかなり異なっている。シービュー号内部のセットは映画で40万ドルをかけて作られたものをそのまま利用しているため、低予算のTV番組でありながら豪華なセットとなった。固定されたセットと登場人物を使い、毎週色々な事件に遭遇していくというスタイルは、スタートレックを始めとする後のSF番組にも影響を与えた。
時代背景は（制作時から見た）近未来が設定されており、登場人物の会話や番組冒頭のテロップで、1973年から1982年までの話であることが確認できる。シリーズは4年間の放送だったが、作中では足掛け10年が過ぎていたことになる。
本ドラマのシービュー号のクルーには近未来の設定であるにもかかわらず女性がいない。これはアーウィン・アレンがリアリティを追求し当時の現実の潜水艦の乗員には女性がいなかったことを反映している。乗員以外でも女性の（準）レギュラー出演者と言えるのはサンタバーバラの研究所のネルソン提督の秘書くらいしかいないため、アメリカのテレビドラマとしては珍しく、女性が全く登場しない回が多くなっている。（当初のターゲット視聴者は男性の20代・30代であったので、TV局側は毎週ゲスト女優を登場させることを要求した。しかしアーウィン・アレンは女優の扱いが上手くなかった。）アーウィン・アレン制作の他のテレビ・シリーズでは、全て女性のレギュラー出演者がいるために、このようなことは起こっていない。また、アジア系は登場するものの、全編を通してアフリカ系アメリカ人が登場しない。（ただこれはこのドラマに限ったことではなく、1964年公民権法が成立する前のアメリカのTVドラマではごく普通のことだった。こうした状況が改められるのは公民権法後の1966年スタートの「スパイ大作戦」や「宇宙大作戦」の頃からで、アレン作品では1968年スタートの「巨人の惑星」からである。）なお本作品のゲスト俳優には、ジェイムズ・ダレン（タイムトンネルのトニー）、ホイット・ビッセル（タイムトンネルのカーク所長）
、ジョン・ザレンバ（タイムトンネルの老科学者スウェイン）
、ジューン・ロックハート（宇宙家族ロビンソンのモーリーン・ロビンソン）など、他のアーウィン・アレンの1960年代のTV作品に登場する俳優が多く登場している。
制作予算の節約のために、シービュー号の航行や戦闘などの特撮シーンは、毎回のように使い回された。映画「地球の危機」からの流用シーンも多い。シービュー号の外観は第2シーズンでフライングサブの登場に合わせて変更されているが（特に目立つのは観測窓で当初は上下2列だったのが1列になった）、流用シーンは当然旧型のままなので、前後のつながりに混乱が生じている。その他の映画からの流用も行われ、中でも同じアレン制作の「失われた世界」の恐竜登場シーンは、たびたび使用されている。
本シリーズは、当初は当時の冷戦の激化を反映し、ソ連や中国や東欧諸国を想定している敵国の陰謀と戦うという話や、核戦争危機に関するシリアスな話が多かった。第2シーズンに入ると007映画のヒットに始まるスパイ・ブームの影響を受け、外国などのスパイが艦内に潜入したり、乗組員が諜報活動に従事したりする話も多く作られた。やがて、同じアレン制作の「宇宙家族ロビンソン」が、子供向きの内容にシフトして成功したのを受けたのと予算の削減もあって、同様の路線転換が行われた。宇宙人や怪物などの登場を増やしたのがそれである。怪物は海洋の巨大生物ばかりでなく、亡霊、狼男、人魚と半魚人、蘇生したミイラなど、さまざまなバリエーションが登場し、潜水艦の中を舞台とする意味がほとんど無い、ほぼ荒唐無稽な物語と化してしまった。クレーン艦長役のデヴィッド・ヘディソンは、例えば映画「失われた世界」の時でも、名優クロード・レインズ（チャレンジャー教授役）にろくな演技もさせないで、恐竜が主体の映画を制作したアーウィン・アレンに批判的であり、こうした「今週の怪物」路線が一時的に視聴率的には成功しても、役者にとっては非常に苦痛であったと述べている。ヘディソンはアーウィン・アレンは良いセールスマン、良いプロデューサーであったが良い監督では無かった（役者の使い方がまるで駄目）としている。。結局、この路線転換は却って視聴率の低下を招き、第4シーズンで特に最終回的なストーリーも無く中止が決定された。

## シービュー号

### 諸元
ハリマン・ネルソン提督の設計した、最新鋭原子力潜水艦。艦内は3階構造。正式名称は、S.S.R.N. Seaview (Submarine Ship Research Nuclear Seaview)。全長406フィート（124m）、全幅77.5フィート（24m）、全高64フィート（20m）。潜航時の最高速度は推定で40ノット（74Km/時）超。圧壊深度は4,500フィート（1,372m）程度。（深度計のレッドゾーンは4,000フィート～5000フィートになっている）艦首は透明な観測窓となっているが、非常時には外側の防御シャッターと艦首部と操縦ルーム間の隔壁を閉じる。
所属としては民間の機関であるネルソン海洋調査研究所の所有物である。第1話では「水に浮かぶ最強の兵器(the mightiest weapon afloat)」として紹介されている。またアメリカ軍から軍事的任務の委託を受けており、民間所属の潜水艦でありながら戦略兵器であるポラリス型核ミサイルを装備している。
劇中に出てきた展望室のプレートによると、1972年9月15日建造を開始し、73年6月15日に就航した。
母港は、ネルソン研究所のあるサンタバーバラであり、研究所の地下500フィート（152m）の所に発着ポートがある。
第2シーズンからの番組のカラー化に伴い改修がなされ、上下2列だった観測窓が1列になり、展望室とコントロールルームが直結された。また、艦首下部にフライング・サブの格納庫と、その発着口が作られた。
なお、原子力潜水艦であるので当然原子炉を備えているが、第2シーズンまではエンジンルームのシーンは一度も登場せず、放射線危険の表示すら出てこない。それが第3シーズン以降は一転して何度も登場する。しかしながら、クルーが放射線防護服も着用せずエンジンルームに入ったり、制御棒を素手で扱ったりと、ありえないようなシーンが複数の脚本家によって書かれている。

### 主要装備
- 魚雷発射管：4門。但し各回によって艦前方に発射したり、後方に発射するケースが入り交じっており、発射口の正確な位置は不明[29]。相手の潜水艦の熱を感知して追走する熱感知魚雷[30]や超音波魚雷[31]を備える。第4シーズンのエピソード13では核弾頭魚雷[32]も使用された。敵のエージェントなどによって艦内に仕掛けられた爆発物を艦外に放出するためにも何度か使われている[33]。
- ミサイル発射管：16門。ポラリス型核弾頭ミサイルを発射可能。戦略核ミサイルの発射にはまずアメリカ大統領が「戦争」を宣言した後、ネルソン提督とクレーン艦長を含む4人が持つキーで4箇所のロックを解除して、なおかつ発射ボタンを押すのに大統領の最終許可が必要であると説明されている回[34]と、そういうフェイルセーフシステムがまったくなく発射可能な回[35]とが入り交じっている。またこの発射管から宇宙船を打ち上げるという回[36]も存在する。その他、航空機に対する迎撃ミサイルも存在する[37]。
- 高圧電流：シービュー号に海の怪物等が接触した場合には、艦の外殻に原子力エンジンで発電した高圧電流を流して撃退する、というストーリーが数回存在する。[38]
- レーザー光線：第1シーズンではシービュー号は近接した敵には高圧電流以外には攻撃手段が無い（近距離で魚雷を使用すればシービュー号自身も爆発のダメージを受ける）状態だったが、第2シーズンでフライング・サブが登場すると同時に、艦首から発射できるレーザー光線が装備された。
- ミニ・サブ：2人乗り小型潜航艇。気密性はなく、潜水服着用で搭乗する。フライング・サブの登場で、あまり使われなくなった。
- フライング・サブ（FS-1、FS-2）：第2シーズンからカラー放送になり、また日曜日の19時からという子供も多く観る時間帯になったため、テレビ局からより一般受けする工夫を依頼され、アーウィン・アレンが考案したもの。気密性を持つマンタ形の小形潜水艇であり、潜水状態から海面に浮上しそのまま飛行出来、また逆に飛行状態からそのまま潜水に移る能力を備える。水中での最高速度は60ノット、空中での最高速度はマッハ2。[39]艦首下部の格納庫から発進する。原則的に2人乗りだが、それ以上の人が乗っているシーンも存在する。シービュー号本体と同様、レーザー光線を発射出来る。シービュー号よりはるかに高速で移動出来るため、ストーリーの幅が拡がった。
- 潜水球（ダイビング・ベル）：主にシービュー号やフライング・サブで潜行不可能な深海の探索用の球形の小形潜水装置。シービュー号本体から、ワイヤーで下ろされる。海底で座礁した潜水艦の乗組員の救助用にも使用される。
- コンピューター：操舵室に、如何にも1960年代的な汎用コンピューターが装備されている。単純な計算や分析、暗号通信の解読を行うだけでなく、時にはシービュー号の危険を回避する方法をクレーン艦長に教えたりしている[40]。
- エスケープハッチ：ダイビングギアを着用して水中に出るための出入り口。ミサイルルームの中にある。第2シーズンから注水した際の水位計にカラーのボールが追加された。

## 登場人物とキャスト
- ハリマン・ネルソン提督：リチャード・ベースハート（声：黒沢良、家弓家正）

ネルソン海洋調査研究所の所長であり、シービュー号の設計者兼最高責任者。同時にアメリカ海軍で提督でもある。天才的な科学者で、しばしば極めて短時間で新規の装置を作り上げている。科学を重視する余り、時にはシービュー号のクルーを危険にさらしクレーン艦長と議論になるストーリーも存在する。家族は実の妹が一人いるだけである。第2シーズンの最初の方では、ジェームズ・ボンド並みのスパイ活動も行い、女性との濡れ場も演じた。先祖には奴隷貿易で巨利を得た者がいる。ネルソン提督を演じたリチャード・ベースハートは、1956年制作ジョン・ヒューストン監督、グレゴリー・ペック主演の映画「白鯨」にもイシュメイル役で出演した名優である。（なお、第1シーズンのエピソード14は巨大な鯨に自分の息子を殺された科学者がシービュー号を使って復讐しようとする白鯨もどきの内容である。）
- リー・クレーン艦長：デヴィッド・ヘディソン（声：田口計、納谷悟朗）

第1話でシービュー号の初代艦長ジョン・フィリップが某国により暗殺されたため、ネルソン提督から召喚されアメリカ海軍を離れ、シービュー号の艦長に就任。ネルソン提督とは艦長に就任する前に海軍で一緒に仕事をした経験がある。家族の話は出てこず、おそらく独身ではないかと思われ、ストーリー中では女性とよろしくやっているシーンもある。艦長としてはきわめて有能で、指導力を発揮して数々の危機を乗り越え、クルーから「スキッパー（艦長）」と親しみをこめて呼ばれている。
- チップ・モートン副長：ロバート・ドーデル（声：愛川欽也、二瓶秀雄）

普段はシービュー号の操船指示を担当するが、ネルソン提督とクレーン艦長が不在の際は艦長を代行する。沈着冷静で有能な副官。
- カーリー・ジョーンズ：ヘンリー・カルキー（声：諏訪孝二）（ヘンリー・カルキーは1965年に死亡しており、第1シーズンのみの登場）

ミサイルルームの責任者で、ミニサブの管理も担当する。演じていたヘンリー・カルキーは元ボンバー・カルカヴィッチというプロレスラー。
- フランシス・エセルバート・シャーキー：テリー・ベッカー（声：椎原邦彦）（カーリー役のヘンリー・カルキーの死により第2シーズンから登場）

カーリー・ジョーンズの後任として第2シーズンから登場。ミサイルルームの責任者で、チーフと呼ばれており、魚雷やミサイルの発射ボタンを押す役目を担っている。三枚目的性格でしばしば笑いを取るが、正義感と責任感はとても強く、しばしばネルソン提督やクレーン艦長と一緒に行動し、二人をよくサポートしている。
- ライリー：アラン・ハント（声：市川治）

シャーキーと同様、第2シーズンから登場。演じているアラン・ハントがベトナム戦争に従軍することになったため、第2シーズンの16のエピソードのみに登場。
- コワルスキー：デル・マンロー（声：羽佐間道夫）

ミサイルルームで実務を担当したり、ソナーやレーダーを担当している。実兄はアメリカ海軍におり、深海ダイビングの専門家。名前からしてロシア系アメリカ人と思われ、ロシア語が出来る。エイリアンや蘇った海賊などに操られるという話が多くある。
- パターソン：ポール・トリンカ（声：嶋俊介）

艦内の様々な実務に従事。父親はTVのカメラマン。致死量の放射線を浴びて死にかけたり、銃で撃たれたりと損な役回りを演じることが多い。
- スパークス：アーチ・ウィティング（声：緑川稔）

無線担当。
- ドクター（艦医）：リチャード・ブル（声：千葉順二）

シックベイで、乗組員の怪我や病気の治療を担当するだけでなく、時には新しいウィルスのワクチンまで開発したりする。外部からの侵入者や、何かに操られた乗組員によって暴行を受けることも多い。
- 日本語吹替版ナレーター：浦野光

## 原語版スタッフ
- 製作総指揮：アーウィン・アレン
- 製作補助：ポール・ザストゥプネヴィッチ（英語版）
- 脚本：#全放映リストを参照
- 監督：#全放映リストを参照
- 撮影：ロバート・J・ブロナー、カール・ゴスリー、ウィントン・ハーチ、サム・リーヴィ、ポール・フォーゲル
- 特撮：ライル・B・アボット、ハワード・ライデカー（英語版）
- 音楽：ポール・ソーテル（英語版）、レニー・ヘイトン（英語版）、ハリー・ゲラー、リース・スティーブンス（英語版）、ヒューゴー・フリードホーファー他

## 日本語版スタッフ （東京12チャンネルでの放送分[50]）
- 翻訳：木原たけし／宇都木道子（日本語版第57話～）
- 効果：東北新社
- 特殊音響効果：中村忠康
- 録音：市ヶ谷スタジオ／三栄スタジオ（日本語版第57話～）
- 調整：前田政信／前田仁信（日本語版第27話～）／笹岡栄太郎（日本語版第57話～）
- 録音担当：中里勝範（日本語版第19、20、54話）／伊藤敏弘（日本語版第30話）／栗原秀人（日本語版第31、32、53、64、67話）
- 演出：旭谷暘
- 監修：福島正実
- 制作：毎日放送／東北新社／東京12チャンネル（日本語版第57話～）

## 全放映リスト
出典
| 全シリーズ での 通算番号 （）内は日本での放送順 | 各シリーズ での 通算番号 | オリジナル英語タイトル       | 日本語タイトル／概略ストーリー                                                                                                  | アメリカでの 初放映日 | 脚本                                                                          | 監督                         |
| ----------------------------------------------- | ------------------------ | ---------------------------- | --- | --------------------- | ----------------------------------------------------------------------------- | ---------------------------- |
| 第1シーズン（全32話）                           |                          |                              | |                       |                                                                               |                              |
| 1（1）                                          | 1                        | Eleven Days to Zero          | 地球の危機／ 11日後に予知された地震による大津波を水爆の爆発で相殺するため北極に向かうシービュー号を襲う某国...                  | 1964年 9月14日        | アーウィン・アレン                                                            | アーウィン・アレン           |
| 2（2）                                          | 2                        | The City Beneath the Sea     | 海底王国の独裁者／海底に秘密基地を作って世界征服を企む男とシービュー号の闘いは...                                               | 1964年 9月21日        | リチャード・ランドー                                                          | ジェームズ・ブラハム         |
| 3（3）                                          | 3                        | The Fear Makers              | 深度1240メートルの恐怖／「恐怖を引き起こすガス」により沈没した潜水艦の調査に乗り出すが、そのガスがシービュー号にも...           | 1964年 9月28日        | アンソニー・ウィルソン                                                        | レオナルド・ホーン           |
| 4（25）                                         | 4                        | The Mist of Silence          | 亡命者／亡命を希望する政治家とのランデブーに向かったクレーンら3人がある国に拉致されてしまう...                                  | 1964年10月 5日        | ジョン・マクグレービー                                                        | レオナルド・ホーン           |
| 5（5）                                          | 5                        | The Price of Doom            | 謎の海底生物／熱を加えると巨大化し人間を襲うプランクトン、そこに更に敵国のスパイがシービュー号に爆弾を...                       | 1964年10月12日        | コードウェイナー・バード                                                      | ジェームズ・ゴールドストーン |
| 6（4）                                          | 6                        | The Sky Is Falling           | 円盤不時着す／UFOのエイリアンとの交渉のために現場に向かうシービュー号。ネルソン提督そっくりのエイリアンが....                   | 1964年10月19日        | ドン・ブリンクリー                                                            | レオナルド・ホーン           |
| 7（7）                                          | 7                        | Turn Back the Clock          | 孤島の大怪竜／南極の側の火山島に生き残った恐竜達とは...（映画「失われた世界」の使い回し）                                       | 1964年10月26日        | シェルドン・スターク                                                          | アラン・クロスランド         |
| 8（9）                                          | 8                        | The Village of Guilt         | 北極海の怪生物／マッドサイエンティストが育てた巨大ナマズ、巨大タコとシービュー号の闘いは...                                     | 1964年11月 2日        | ベルヌ・ガイラー                                                              | アーウィン・アレン           |
| 9（8）                                          | 9                        | Hot Line                     | ミサイル事件／ソ連の原子力衛星がサンフランシスコ沖に沈没。核エンジンの爆発を防ぐためにシービュー号が出動したが...               | 1964年11月 9日        | ベルヌ・ガイラー                                                              | ジョン・ブラハム             |
| 10（11）                                        | 10                       | Submarine Sunk Here          | 機雷原脱出／機雷によって座礁してしまったシービュー号。船内に残された酸素は後わずかに...                                         | 1964年11月16日        | ウィリアム・タンバーグ                                                        | レオナルド・ホーン           |
| 11（6）                                         | 11                       | The Magnus Beam              | 磁力線陰謀団／中東の某国が開発した新兵器の巨大磁力発生装置に捕らえられてしまったシービュー号...                                 | 1964年11月23日        | アラン・ケイロー                                                              | レオナルド・ホーン           |
| 12（10）                                        | 12                       | No Way Out                   | ダブルスパイ／東南アジアの共産国スパイ網について詳しい男をアメリカに亡命させる任務を受けたシービュー号...                       | 1964年11月30日        | 原案：ロバート・ハムナー／ロバート・レスリー・ベレム 脚本：ロバート・ハムナー | フェリックス・フィースト     |
| 13（13）                                        | 13                       | The Blizzard Makers          | 秘密原爆実験／某国により海底で繰り返された核実験により海流が変わり、夏のフロリダに雪が...                                       | 1964年12月 7日        | ウィリアム・ウェルチ                                                          | ジョセフ・レイツ             |
| 14（12）                                        | 14                       | The Ghost of Moby Dick       | 白鯨の幽霊／巨大クジラに息子を殺された海洋科学者のシービュー号を使ってそのクジラを殺そうとするが...                             | 1964年12月14日        | ロバート・ハムナー                                                            | ソベイ・マーティン           |
| 15（15）                                        | 15                       | Long Live the King           | 謎の漂流者／父親が政変で殺された王子が王になるためにシービュー号で国に向かう。そこに不思議な漂流者の老人が...                   | 1964年12月21日        | ラファエル・ヘイズ                                                            | ラズロ・ベネディック         |
| 16（18）                                        | 16                       | Hail to the Chief            | 殺人光線MGQ／事故で脳に血栓が出来意識不明となった米国大統領をシービュー号の中で手術しようとするが...                            | 1964年12月28日        | ドン・ブリンクリー                                                            | ジェルド・オズワルド         |
| 17（19）                                        | 17                       | The Last Battle              | 孤島の陰謀団／ナチスの残党がネルソン提督を拉致。そしてシービュー号をおびき寄せて金属の網で捕獲しようとするが...                 | 1965年 1月 4日        | ロバート・ハムナー                                                            | フェリックス・フィースト     |
| 18（14）                                        | 18                       | Mutiny                       | 放射能クラゲ来襲す／巨大クラゲに襲われたシービュー号。クレーン艦長は回避しようとするが、突然怒り出すネルソン提督...             | 1965年 1月11日        | ウィリアム・リード・ウッドフィールド                                          | ジェームズ・ゴールドストーン |
| 19（17）                                        | 19                       | Doomsday                     | 危機一髪／ソ連が25発の核ミサイルらしき物を発射。米大統領からシービュー号に報復の核ミサイル発射命令が...                         | 1965年 1月18日        | ウィリアム・リード・ウッドフィールド                                          | ジェームズ・ゴールドストーン |
| 20（21）                                        | 20                       | The Invaders                 | 冬眠人間／海底で発見されたカプセルから出てきた地球の先住民。彼は人間に有害な未知のウィルスを持っていた...                       | 1965年 1月25日        | ウィリアム・リード・ウッドフィールド                                          | ソベイ・マーティン           |
| 21（31）                                        | 21                       | The Indestructible Man       | 水星ロボット／金星調査から戻って来たロボットをシービュー号は収納するが、そのロボットがクルーを襲う...                           | 1965年 2月 1日        | リチャード・ランドー                                                          | フェリックス・フィースト     |
| 22（20）                                        | 22                       | The Buccaneer                | 盗まれたモナリザ／世界的大盗賊に乗っ取られたシービュー号。その目的は輸送中の「モナリザ」を奪い取ることだった...                 | 1965年 2月 8日        | ウィリアム・ウェルチ／アルバート・ゲイル                                      | ラズロ・ベネディック         |
| 23（22）                                        | 23                       | The Human Computer           | 電子頭脳の秘密／スパコンによる自動運転の実験のため一人シービュー号に乗り込んだクレーン。そこに敵国のスパイが...                 | 1965年 2月15日        | ロバート・ハムナー                                                            | ジェームス・ゴールドストーン |
| 24（24）                                        | 24                       | The Saboteur                 | 狂った艦長／ある国により洗脳されたクレーン艦長が新型ICBMの実験を妨害しネルソン提督を殺そうとする...                             | 1965年 2月22日        | ウィリアム・リード・ウッドフィールド                                          | フェリックス・フィースト     |
| 25（23）                                        | 25                       | Cradle of the Deep           | ビーマ海溝の怪生物／人工生命を作り出すための物質を採取しに深海に向かうシービュー号。しかし完成した人工生命は...                 | 1965年 3月 1日        | ロバートハムナー                                                              | ソベイ・マーティン           |
| 26（27）                                        | 26                       | The Amphibians               | 海底人間／海の底でも呼吸できる両棲人間を開発した博士が、秘密が漏れるのを恐れシービュー号を爆破しようと...                       | 1965年 3月 8日        | リック・ボラーツ                                                              | フェリックス・フィースト     |
| 27（16）                                        | 27                       | The Exile                    | 沈黙の霧／ミサイル基地の情報をエサに亡命を求めたある国の元首相が、救命ボートでネルソン提督と2人きりになり...                    | 1965年 3月15日        | ウィリアム・リード・ウッドフィールド                                          | ジェームズ・ゴールドストーン |
| 28（26）                                        | 28                       | The Creature                 | 超音波怪魚／超音波を発する巨大マンタのためミサイル発射実験は失敗。調査に向かったシービュー号をマンタが襲う...                   | 1965年 3月22日        | リック・ボラーツ                                                              | ソベイ・マーティン           |
| 29（29）                                        | 29                       | The Enemies                  | 謎の島／某国開発の薬は人を仲違いさせ、潜水艦が沈没。調査に向かったネルソン提督とクレーン艦長だったが...                         | 1965年 3月29日        | ウィリアム・リード・ウッドフィールド                                          | フェリックス・フィースト     |
| 30（28）                                        | 30                       | Secret of the Loch           | 湖底の怪獣／ネス湖の怪獣の正体は怪潜水艦だった！魚雷発射装置を破壊されたシービュー号の最後の手段とは...                         | 1965年 4月 5日        | チヤールズ・ベネット                                                          | ソベイ・マーティン           |
| 31（32）                                        | 31                       | The Condemned                | 潜水球の4人／新開発の与圧装置で10,000メートルの深海に達したシービュー号を謎の怪物が襲う...                                      | 1965年 4月12日        | ウィリアム・リード・ウッドフィースト                                          | レオナルド・ホーン           |
| 32（30）                                        | 32                       | The Traitor                  | 海底ミサイル基地／某国がネルソン提督の妹を拉致し、アメリカの海中の核ミサイルサイロの位置を教えるように迫る...                   | 1965年 4月19日        | ウィリアム・ウェルチ／アルバート・ゲイル                                      | ソベイ・マーティン           |
| 第2シーズン（全26話）                           |                          |                              | |                       |                                                                               |                              |
| 33（56）                                        | 1                        | Jonah and the Whale          | 決死救助隊／ダイビングベルに乗ったネルソン提督とロシア人女性科学者がそのまま大クジラに飲み込まれてしまう...                     | 1965年 9月19日        | シモン・ウィンセルバーグ                                                      | ソベイ・マーティン           |
| 34（110）                                       | 2                        | Time Bomb                    | スパイ対スパイ／黒海の畔のソ連の核兵器基地に忍び込むネルソン提督。しかし彼の体にはセシウムが注射されており...                   | 1965年 9月26日        | ロバート・ビンセント・ライト                                                  | ソベイ・マーティン           |
| 35（109）                                       | 3                        | ...And Five of Us Are Left   | 28年目の浮上／第2次世界大戦で沈んだ潜水艦テトラの乗員5人が生きていた。シービュー号が救助に向かったが...                         | 1965年10月 3日        | ロバート・ビンセント・ライト                                                  | ハリー・ハリス               |
| 36（34）                                        | 4                        | The Cyborg                   | サイボーグ／ネルソン提督そっくりのサイボーグを作り、シービュー号に送り込んで世界制服を狙う狂った科学者...                       | 1965年10月17日        | ウィリアム・リード・ウッドフィールド／アレン・バルター                        | レオ・ベン                   |
| 37（44）                                        | 5                        | Escape from Venice           | 死を招くメロディ／某国の秘密兵器のデータを持つ女性に会いにヴェネツィアに乗り込むクレーン。しかし女性は殺害され...               | 1965年10月24日        | チャールズ・ベネット                                                          | アレックス・マーチ           |
| 38（45）                                        | 6                        | The Left-Handed Man          | 左ききの悪魔／次期国務長官のペンフィールドの娘が、ネルソンに父の長官就任に反対して欲しいという奇妙な依頼を...                   | 1965年10月31日        | ウィリアム・ウェルチ                                                          | ジェリー・ホッパー           |
| 39（51）                                        | 7                        | The Deadliest Game           | 危険な怪電波／海底の秘密基地を米国大統領が見学している時に、謎の電磁ビームで基地の核反応炉が暴走し...                           | 1965年11月7日         | リック・ボラーツ                                                              | ソベイ・マーティン           |
| 40（38）                                        | 8                        | Leviathan                    | 海底の巨人／海底で火山のエネルギーで巨大化した研究者がシービュー号を捕らえて巨大な岩を投げつけようとし...                       | 1965年11月14日        | ウィリアム・ウェルチ                                                          | ハリー・ハリス               |
| 41（108）                                       | 9                        | The Peacemaker               | 恐怖のプロトン爆弾／水爆の数十倍の威力を持つプロトン爆弾の爆発一歩手前でネルソンはそれを阻止出来るか...                         | 1965年11月21日        | ウィリアム・リード・ウッドフィールド／アレン・バルター                        | ソベイ・マーティン           |
| 42（53）                                        | 10                       | The Silent Saboteurs         | 破壊された宇宙船／クレーンはアマゾン川上流の敵基地に向かうが、そこで出会ったエージェント2人のどちらが本物なのか...              | 1965年11月28日        | シドニー・マーシャル                                                          | ソベイ・マーティン           |
| 43（39）                                        | 11                       | The X Factor                 | 秘密スパイ団Ｘ／水爆を無力化する兵器の研究者が拉致され、樹脂で人形にされて海外に持ち出される...                                 | 1965年11月 5日        | ウィリアム・ウェルチ                                                          | レオナルド・ホーン           |
| 44（49）                                        | 12                       | The Machines Strike Back     | 無人サブの逆襲／アメリカと同盟国で開発した無人小形潜水艦が突然アメリカの都市に向けてミサイルを発射しだし...                     | 1965年12月12日        | ジョン＆ウォード・ホーキンス                                                  | ネイサン・ジュラン           |
| 45（37）                                        | 13                       | The Monster from Outer Space | 宇宙怪獣SOS／シービュー号が回収した土星無人探査衛星の外壁から宇宙生物が発生し、シービュー号のクルーを操り...                    | 1965年12月19日        | ウィリアム・リード・ウッドフィールド／アレン・バルター                        | ジェームズ・クラーク         |
| 46（33）                                        | 14                       | Terror on Dinosaur Island    | 生きていた大怪竜／海底火山の調査でネルソンとシャーキーがある島に不時着。そこで二人が見たのは恐竜だった...                       | 1965年12月26日        | ウィリアム・ウェルチ                                                          | レオナルド・ホーン           |
| 47（36）                                        | 15                       | Killers of the Deep          | ミサイル海戦／ある国の潜水艦にクレーンが捕まり、ネルソンはアメリカの駆逐艦を指揮してその潜水艦と対決する...                     | 1966年 1月 2日        | ウィリアム・リード・ウッドフィールド／アレン・バルター                        | ハリー・ハリス               |
| 48（35）                                        | 16                       | Deadly Creature Below!       | 脱獄囚潜入／シービュー号は海上を漂う2人組を収容、それは脱獄犯だった。フライングサブで脱出した2人に怪物が...                     | 1966年 1月 9日        | ウィリアム・リード・ウッドフィールド／アレン・バルター                        | ソベイ・マーティン           |
| 49（46）                                        | 17                       | The Phantom Strikes          | Uボート444号の亡霊（前）／シービュー号の前に謎のUボートの残骸が。その艦長の亡霊がネルソンにクレーン艦長の肉体を要求し...        | 1966年 1月16日        | ウィリアム・ウェルチ                                                          | サットン・ローリー           |
| 50（50）                                        | 18                       | The Sky's on Fire            | 燃える南半球／衛星軌道上でガスが燃えだし、南半球が灼熱の危機に。ネルソンは核ミサイルでそれを撃とうとするが...                   | 1966年 1月23日        | ウィリアム・ウェルチ                                                          | ジェラルド・メイヤー         |
| 51（41）                                        | 19                       | Graveyard of Fear            | 200歳の令嬢／ある女性が不老不死の薬で永遠の若さを保っていたが、薬を作った海底研究所が巨大電気クラゲに襲われ...                  | 1966年 1月30日        | ロバート・ビンセント・ライト                                                  | ジャスタス・アディス         |
| 52（48）                                        | 20                       | The Shape of Doom            | 泳ぐ核爆弾／シービュー号が海底にセットしようとしていた新型水爆を巨大クジラが飲み込んでしまった...                               | 1966年 2月 6日        | ウィリアム・ウェルチ                                                          | ネイサン・ジュラン           |
| 53（54）                                        | 21                       | Dead Man's Doubloons         | 海賊の呪い／16世紀の海賊が蘇り海底核ミサイル発射装置をコントロールして昔自分が沈めた金貨を引き上げようとし...                   | 1966年 2月13日        | シドニー・マーシャル                                                          | サットン・ローリー           |
| 54（57）                                        | 22                       | The Death Ship               | 艦内連続殺人事件／1万Vの電流に感電して死亡したネルソン提督。シービュー号が平和条約の締結の船を攻撃しようとし...                 | 1966年 2月20日        | ウィリアム・リード・ウッドフィールド／アレン・バルター                        | ジャスタス・アディス         |
| 55（71）                                        | 23                       | The Monster's Web            | 潜水艦を包む巨大なクモの巣／新燃料搭載の潜水艦が海中の巨大グモの巣に捕えられ、その燃料は海水に触れると大爆発することが判明し... | 1966年 2月27日        | アル・ゲイル                                                                  | ジャスタス・アディス         |
| 56（40）                                        | 24                       | The Menfish                  | 海底の人体実験／人間の脳の一部を魚に入れて放射線を当てると半魚人に変身。巨大化した半魚人がシービュー号を襲い...                 | 1966年 3月 6日        | ウィリアム・リード・ウッドフィールド／アレン・バルター                        | トム・グリース               |
| 57（42）                                        | 25                       | The Mechanical Man           | 機械人間危機一髪／ある博士に開発されたアンドロイドが海底から採取された新元素の力で強大な力を身につけ...                         | 1966年 3月13日        | ジョン＆ウォード・ホーキンス                                                  | ソベイ・マーティン           |
| 58（47）                                        | 26                       | The Return of the Phantom    | Uボート444号の亡霊（後）／Uボートの艦長の亡霊がまたも復活し、クレーンの肉体を手に入れる。彼は昔の恋人も蘇らせようとし...        | 1966年 3月20日        | ウィリアム・ウェルチ                                                          | サットン・ローリー           |
| 第3シーズン（全26話）                           |                          |                              | |                       |                                                                               |                              |
| 59（43）                                        | 1                        | Monster from the Inferno     | 地獄の使者／宇宙からやってきた巨大な脳がシービュー号のクルーを操り、シービュー号を乗っ取ろうとし...                             | 1966年 9月18日        | リック・ボラーツ                                                              | ハリー・ハリス               |
| 60（52）                                        | 2                        | Werewolf                     | 謎の狼男／放射能を含む溶岩が流れる火山島で、ある博士が狼にかまれ、シービュー号に収容された博士は狼男に...                       | 1966年 9月25日        | ドン・ムラリー                                                                | ジャスタス・アディス         |
| 61（80）                                        | 3                        | The Day the World Ended      | 地球最後の日／シービュー号で新兵器のテスト中に、ある州知事が見学に来るが、クルーは次々に不思議な現象に遭遇し...                 | 1966年10月 2日        | ウィリアム・ウェルチ                                                          | ジェリー・ホッパー           |
| 62（78）                                        | 4                        | Night of Terror              | 幻覚をよぶガス／ネルソン提督と地質学者が乗ったダイビングベルが津波で流され、漂着した島では大トカゲが...                         | 1966年10月 9日        | ロバート・ブルームフィールド                                                  | ジャスタス・アディス         |
| 63（79）                                        | 5                        | The Terrible Toys            | 攻撃するおもちゃ／シービュー号のチタンの外殻を狙ってUFOが登場。何とかUFOは追い払ったが船内には6体のオモチャが...                | 1966年10月16日        | ロバート・ビンセント・ライト                                                  | ジャスタス・アディス         |
| 64（55）                                        | 6                        | Day of Evil                  | 地球侵略を許すな／原子炉の暴走で2人が強い放射線を浴びる。エイリアンが2人の命を救う代償に核ミサイル発射を要求し...               | 1966年10月23日        | ウィリアム・ウェルチ                                                          | ジェリー・ホッパー           |
| 65（81）                                        | 7                        | Deadly Waters                | 危険深度オーバー1700ｍ／深海潜水夫であるコワルスキーの兄を救ったシービュー号。しかし魚雷を受け圧壊深度の海底で座礁し...         | 1966年10月30日        | ロバート・ビンセント・ライト                                                  | ジェラルド・メイヤー         |
| 66（76）                                        | 8                        | Thing from Inner Space       | ムロー沖の大怪物／科学者が海の怪物に襲われた時、TVクルーを犠牲にして逃げた。そのTVクルーはパターソンの父親で...                 | 1966年11月 6日        | ウィリアム・ウェルチ                                                          | アレックス・マーチ           |
| 67（72）                                        | 9                        | The Death Watch              | 生と死の実験／ネルソン、クレーン、チーフシャーキーの3人だけのシービュー号でネルソンとクレーンが殺し合いを...                    | 1966年11月13日        | ウィリアム・ウェルチ                                                          | レオナルド・ホーン           |
| 68（73）                                        | 10                       | Deadly Invasion              | 電気生物の攻撃／シービュー号の原子力エネルギーを求めて侵入したエイリアンとネルソン提督の戦い...                                 | 1966年11月20日        | ジョン＆ウォード・ホーキンス                                                  | ネイザン・ジュラン           |
| 69（61）                                        | 11                       | The Haunted Submarine        | さまよえる亡霊／ネルソン提督の先祖がシービュー号上に現れ、提督を仲間に誘うが、実は先祖が過去にやっていた事とは...               | 1966年11月27日        | ウィリアム・ウェルチ                                                          | ハリー・ハリス               |
| 70（74）                                        | 12                       | The Plant Man                | 植物人間の驚異／悪者の双子の兄が良心的な弟をテレパシーで操り、海藻人間を使って世界を自分の物にしようとするが...                 | 1966年12月 4日        | ドン・ムラリー                                                                | ハリー・ハリス               |
| 71（77）                                        | 13                       | The Lost Bomb                | セシューム爆弾を奪え／セシウム爆弾を積んだ米軍機が潜水艦バルカンに攻撃され爆弾は海へ落ち、起爆装置がカウントを始める...         | 1966年12月11日        | オリバー・クロフォード                                                        | ジェラルド・メイヤー         |
| 72（75）                                        | 14                       | The Brand of the Beast       | 死の覚悟／暴走した原子炉エンジンを修理したネルソン提督の右手に毛が生えてきて狼男に変身し...                                     | 1966年12月18日        | ウィリアム・ウェルチ                                                          | ジャスタス・アディス         |
| 73（63）                                        | 15                       | The Creature                 | 恐るべき合成生物クリーチャー／ある科学者が合成した人工生命が海中で巨大化し電気を放つ。科学者とクレーンはその生命体に操られ...   | 1967年 1月 1日        | ジョン＆ウォード・ホーキンス                                                  | ジャスタス・アディス         |
| 74（58）                                        | 16                       | Death from the Past          | ナチの毒ガスミサイル／35年間眠っていたナチスの潜水艦員が、ICBMでロンドン他を攻撃するという任務を遂行しようとし...               | 1967年 1月 8日        | シドニー・マーシャル／チャールズ・ベネット                                    | ジャスタス・アディス         |
| 75（59）                                        | 17                       | The Heat Monster             | 怪獣焦熱地獄／体が火のエイリアンが北極で氷に閉じ込められている仲間をシービュー号の原子力の熱で救おうとし...                     | 1967年 1月15日        | チャールズ・ベネット                                                          | ジェラルド・メイヤー         |
| 76（62）                                        | 18                       | The Fossil Men               | 化石人間現る／30年前に沈没したアメリカの潜水艦の乗員が、化石男となり不死の人間として人類に君臨しようとし...                     | 1967年 1月22日        | ジェームス・N・ホワイトン                                                     | ジャスタス・アディス         |
| 77（60）                                        | 19                       | The Mermaid                  | 人魚との取引き／米国の敵国が核兵器を海底にセット。レーダーで探知できないのをクレーンは人魚を使ってそれを探す...                 | 1967年 1月29日        | ウィリアム・ウェルチ                                                          | ジェリー・ホッパー           |
| 78（64）                                        | 20                       | The Mummy                    | ミイラの呪い／シービュー号はミイラを中東の国に返還する任務を受けるが、そのミイラが蘇ってクレーンを操り...                       | 1967年 2月 5日        | ウィリアム・ウェルチ                                                          | ハリー・ハリス               |
| 79（65）                                        | 21                       | The Shadowman                | 恒星から来た影の男／ケンタウリに向けた宇宙探査船のコントロールを行っていたシービュー号に影だけのエイリアンが...                 | 1967年 2月12日        | リック・ボラーツ                                                              | ジャスタス・アディス         |
| 80（66）                                        | 22                       | No Escape from Death         | シービュー号浮上望みなし／敵の潜水艦と衝突して海底に沈んだシービュー号を更に巨大クラゲが襲い、クレーン等3人が飲み込まれ...      | 1967年 2月19日        | ウィリアム・ウェルチ                                                          | ハリー・ハリス               |
| 81（67）                                        | 23                       | Doomsday Island              | 四次元の島／海図に無い島で拾った卵からエイリアンが孵化、何百万の卵をシービュー号のパワーで孵化させようとし..                    | 1967年 2月26日        | ピーター・ゲルマノ                                                            | ジェリー・ホッパー           |
| 82（68）                                        | 24                       | The Wax Men                  | 蝋人間との闘い／シービュー号が運んでいた荷物は、クルーにそっくりな蝋人形で、それが動き出して乗っ取りを企み...                   | 1967年 3月 5日        | ウィリアム・ウェルチ                                                          | H・ジョーンズ                |
| 83（69）                                        | 25                       | Deadly Cloud                 | 死の雲に突入せよ／大災害を引き起こす巨大な雲をクレーンがFS-1で調査に向かうが、金属の体を持つエイリアンに操られ....              | 1967年 3月12日        | リック・ボラーツ                                                              | ジェリー・ホッパー           |
| 84（70）                                        | 26                       | Destroy Seaview!             | 洗脳された提督／ネルソン提督が何者かによって洗脳され、クルー全員を神経ガスで気絶させ原子炉を暴走させようとし...                 | 1967年 3月19日        | ドン・ムラリー                                                                | ジャスタス・アディス         |
| 第4シーズン（全26話）                           |                          |                              | |                       |                                                                               |                              |
| 85（98）                                        | 1                        | Fires of Death               | 火山大爆発を阻止せよ／人を黄金人間に変えて操る500年生きている錬金術師が、火山を爆発させ不老不死の薬を得ようとし...              | 1967年 9月17日        | アーサー・ウェイス                                                            | ブルース・フォウラー         |
| 86（94）                                        | 2                        | The Deadly Dolls             | 死の人形芝居／シービュー号のクルーがネルソン提督とクレーンを除いてあやつり人形に入れ替わり...                                   | 1967年10月 1日        | チャールズ・ベネット                                                          | ハリー・ハリス               |
| 87（95）                                        | 3                        | Cave of the Dead             | 幽霊船の呪い／4隻の行方不明の船をフライングサブで捜索に出かけたが、そこに空飛ぶ幽霊船が出現し...                                | 1967年10月 8日        | ウィリアム・ウェルチ                                                          | ハリー・ハリス               |
| 88（96）                                        | 4                        | Journey with Fear            | 金星への旅／モートンが乗った宇宙船がシービュー号から打ち上げられるが、ロケットはケンタウロス人に捕獲され...                     | 1967年10月15日        | アーサー・ウェイス                                                            | ハリー・ハリス               |
| 89（97）                                        | 5                        | Sealed Orders                | ワシントン極秘命令書／シービュー号のクルーは輸送中に作動し始めた中性子爆弾を何とか止めようとするが、全員幻覚を見て...           | 1967年10月22日        | ウィリアム・ウェルチ                                                          | ジェリー・ホッパー           |
| 90（91）                                        | 6                        | Man of Many Faces            | 七つの顔を持つ男／変装の名人の科学者はネルソンに化け殺人を犯しただけでなく、シービュー号のクルーに次々に化け...                 | 1967年10月29日        | ウィリアム・ウェルチ                                                          | ハリー・ハリス               |
| 91（92）                                        | 7                        | Fatal Cargo                  | 白ゴリラの恐怖／ある科学者が白いゴリラを制御する装置を発明したが、その助手はゴリラをシービュー号の中で暴れさせ....              | 1967年11月 5日        | ウィリアム・ウェルチ                                                          | ジェリー・ホッパー           |
| 92（93）                                        | 8                        | Time Lock                    | タイム・ブリッジ／未来人がタイムマシンでネルソンを拉致。それ以外にもナポレオンやアレキサンダー大王が。その目的は...             | 1967年11月12日        | ウィリアム・ウェルチ                                                          | ジェリー・ホッパー           |
| 93（99）                                        | 9                        | Rescue                       | 秘密基地爆破計画／潜水艦バルカンから魚雷攻撃を受けるシービュー号。シービュー号のクルーの中に敵への内通者が...                   | 1967年11月19日        | ウィリアム・ウェルチ                                                          | ジャスタス・アディス         |
| 94（100）                                       | 10                       | Terror                       | 怪しきランの花／宇宙からやって来た蘭の花が、ネルソン提督を操り、シービュー号対フライングサブの対決に...                         | 1967年11月26日        | シドニー・エリス                                                              | ジェリー・ホッパー           |
| 95（87）                                        | 11                       | A Time to Die                | 過去の世界／時を操る男によって恐竜のいる100万年前に飛ばされたシービュー号。果たして元の時代に戻れるのか...                      | 1967年12月 3日        | ウィリアム・ウェルチ                                                          | ロバート・スパー             |
| 96（84）                                        | 12                       | Blow Up                      | 提督を逮捕せよ／非常用呼吸装置で命を救われたネルソン提督は、突然性格が変わり、アメリカの艦隊に向け魚雷を発射し...               | 1967年12月10日        | ウィリアム・ウェルチ                                                          | ジャスタス・アディス         |
| 97（83）                                        | 13                       | The Deadly Amphibians        | 海底人の攻撃／音響砲でシービュー号を攻撃した両棲人。シービュー号の原子力で音響砲をパワーアップさせようとし...                   | 1967年12月17日        | アーサー・ウェイス                                                            | ジェリー・ホッパー           |
| 98（102）                                       | 14                       | The Return of Blackbeard     | 沈んでいたクイーンアン号／伝説の海賊黒髭がシービュー号に蘇り、コワルスキーを操ってシービュー号を乗っ取ろうとし...               | 1967年12月31日        | アルバート・ゲイル                                                            | ジャスタス・アディス         |
| 99（90）                                        | 15                       | The Terrible Leprechaun      | 黄金を狙う小人／妖精レプラコーンがシービュー号内に登場。悪い妖精が核ミサイル装置を爆破して黄金を得ようとし...                   | 1968年 1月 7日        | チャールズ・ベネット                                                          | ジェリー・ホッパー           |
| 100（85）                                       | 16                       | The Lobster Man              | 水の惑星から来た宇宙船／宇宙から来たロブスター男が、地球の海に住み着こうとし、シービュー号の原子力を使って爆弾を作り...         | 1968年 1月21日        | アルバート・ゲイル                                                            | ジャスタス・アディス         |
| 101（86）                                       | 17                       | Nightmare                    | 姿なき乗組員／クレーンはFS-1で飛行中にネルソンからSOSを受け、シービュー号に戻ってみるとクルーは誰もおらず...                    | 1968年 1月28日        | シドニー・マーシャル                                                          | チャールズ・ロンデュー       |
| 102（82）                                       | 18                       | The Abominable Snowman       | 南極の雪男／ある科学者が雪男のようなミュータントになり、気温を自由に操って世界征服を企みネルソンと対決し...                     | 1968年 2月 4日        | ロバート・ハムナー                                                            | ロバート・スパー             |
| 103（103）                                      | 19                       | Secret of the Deep           | 謎の脅迫状／敵の基地を探るためにシービュー号に乗り込んで来たエージェントが実はダブルスパイで...                                 | 1968年 2月11日        | ウィリアム・ウェルチ                                                          | チャールズ・ロンデュー       |
| 104（104）                                      | 20                       | Man-Beast                    | 人間獣／潜水球にある気体を詰めて深海潜行が出来るようになったが、その気体を吸ったクレーンは獣人になり...                         | 1968年 2月18日        | ウィリアム・ウェルチ                                                          | ジェリー・ホッパー           |
| 105（105）                                      | 21                       | Savage Jungle                | ガンマ線で焼き切れ！／高温多湿の星から来たエイリアンがシービュー号の中をジャングルに変え、乗っ取りを企むが...                   | 1968年 2月25日        | アーサー・ウェイス                                                            | ロバート・スパー             |
| 106（88）                                       | 22                       | Flaming Ice                  | 燃える氷原／地球の氷より低温の氷の体を持つエイリアンが、シービュー号の原子力で故郷の星に戻ろうとするが...                       | 1968年 3月 3日        | アーサー・ブラウン                                                            | ロバート・スパー             |
| 107（89）                                       | 23                       | Attack!                      | 謎の海底秘密基地／海底基地のUFOで地球征服を企むエイリアン。ネルソンは基地に乗り込んでUFO破壊を計画するが...                     | 1968年 3月10日        | ウィリアム・ウェルチ                                                          | ジェリー・ホッパー           |
| 108（106）                                      | 24                       | The Edge of Doom             | 誰がスパイだ！／秘密兵器をハワイまで運ぶ任務を与えられたシービュー号。しかしクルーの中の一人が偽物で...                         | 1968年 3月17日        | ウィリアム・ウェルチ                                                          | ジャスタス・アディス         |
| 109（101）                                      | 25                       | The Death Clock              | 四次元への挑戦／4次元コントロール装置が生み出したもう一人のクレーン艦長がネルソン提督とクルー2人を射殺し...                     | 1968年 3月24日        | シドニー・マーシャル                                                          | チャールズ・ロンデュー       |
| 110（107）                                      | 26                       | No Way Back                  | 歴史を変える時計／シービュー号は妨害電波で大爆発。時を操る男が復活し、自分ならシービュー号を救えると言い...                     | 1968年 3月31日        | ウィリアム・ウェルチ                                                          | ロバート・スパー             |

上記以外に、第1話のカラーのパイロット版（放送されたものとは別テイク）が存在し、英語版DVDに収められている。

## 関連作品
- 『原子力潜水艦シービュー号』 ： シオドー・スタージョン著、井上勇訳、創元推理文庫（東京創元社） - 映画『地球の危機』のノベライズ版。絶版。
- 『深海の宇宙怪獣』(SF名作シリーズ[55] ; 13)：スタージョン 作、福島正実 訳、伊藤展安 絵、偕成社、 1968年、 - TV版の「Monster from the Inferno　地獄の使者」と「The Cyborg　サイボーグ」のノベライズ。絶版。[56]

目次： 南太平洋の怪物  6 シービュー号出動！  11 ひかる隕石  20 ヘビのような光線  24 クレーン艦長の心配  30 宇宙生物の命令  34 地球人ヲ奴隷ニ！  38 勝ちほこる怪物  46 せまりくるわな  51 もうごめんだ！  58 提督の決意  63 すくわれた艦長  70 成功か蒸発か？  77 ナゼ人間ハ戦ウノカ？  83 サンターバーバラヘ  88 授賞式  94 国際生体工学研究所  99 ウルリッヒの陰謀  105 ふたりのネルソン提督  111 新型電子計算機  116 いがいな味方  120 こちら太平洋艦隊司令部  126 ミサイル発射暗号  130 狂気のトリック  139 さいごの手段  147 あかるい笑い  164 「深海の宇宙怪獣」について（解説）  168
- 『シービュー号と海底都市』 ： ポール・Ｗ・フェアマン（英語版）著、高橋泰邦訳、創元推理文庫（東京創元社） - 本作のノベライズ版（映画版ともTV版とも違うオリジナルストーリー）。絶版。